# 泥峙堰
泥峙堰位于中国浙江省宁波市海曙区横街镇溪下村赵家庄自然村剑峰山下，始建于南朝齐梁间，最初为泥堰坝，至民国改建为全石结构，现存大坝呈梯形，南北向横跨于武陵溪与桃源溪段，长45米，宽2.68米，东侧为阶梯状，坝北侧设明暗渠以引水并配闸门，2010年9月公布为鄞州区文物保护单位:341，2018年12月28日因行政区划调整公布为海曙区文物保护单位。